# Leslie Charteris
Leslie Charteris (nato Leslie Charles Bowyer-Yin; Singapore, 12 maggio 1907 – Windsor, 15 aprile 1993) è stato uno scrittore britannico.
Fu il creatore del personaggio di Simon Templar, antieroe che lo rese ricco e popolare, portato sul piccolo schermo da Roger Moore e successivamente da Ian Ogilvy; al cinema la sua "creatura" è stata interpretata anche da Val Kilmer.

## Biografia
Nacque a Singapore da un medico cinese che aveva radici della Dinastia Shang e una donna inglese. Il suo primo libro è Meet the Tiger, del 1928, seguito da Enter the Saint, del 1930; sin dal 1938 dai suoi romanzi diventano film, in quell'anno Louis Hayward è il protagonista di The Saint in New York, mentre nel 1939 George Sanders interpreta il protagonista in The Saint strikes back. Sposò in quarte nozze l'attrice Audrey Long.
Era membro del Mensa.

## Opere

### Serie di Simon Templar
Romanzi e raccolte di racconti o storie brevi
- Meet the Tiger, 1928
- Entra il Santo, (Enter The Saint, 1930) Garzanti, Milano 1970
- Knight Templar, 1930
- The Last Hero, 1930
- Protagonista il Santo, (Featuring The Saint, 1931) Garzanti, Milano 1970
- Alias il Santo, (Alias The Saint, 1931) Garzanti, Milano 1971
- Il santo fa società (The Saint Meets His Match oppure She was a Lady, 1931) Garzanti, Milano 1968
- The Holy Terror, 1932
- Getaway, 1932
- Once More the Saint, 1933
- Un diavolo di bucaniere, (The Brighter Buccaneer, 1933) Garzanti, Milano 1971
- Il Santo contro il signor Teal, (The Saint and Mr. Teal, 1933), Garzanti, Milano 1965
- Boodle, 1934
- Il Santo non si arresta (The Saint Goes on, 1934) Garzanti, Milano 1972
- Il santo a Londra, (The Misfortunes of Mr. Teal, 1934) Garzanti, Milano 1967
- Il santo a New York, (The Saint in New York, 1935), ELI, Milano 1952
- Il Santo in mare: romanzo (The Pirate Saint o Saint Overboard, 1935) Garzanti, Milano 1972
- The Ace of Knaves, 1937
- Il santo fa giustizia, (The Saint at the Thieves' Picnic, 1937), Garzanti, Milano 1964
- L'asso dei furfanti: racconti (The Saint in Action, 1937) Garzanti, Milano 1973
- Il Santo scherza col fuoco (Prelude for War, 1938) Garzanti, Milano 1974
- Seguite il Santo (Follow The Saint, 1938) Garzanti, Milano 1973
- The Happy Highwayman, 1939
- Il Santo a Miami (The Saint in Miami, 1940) Garzanti, Milano 1974
- The Saint Goes West, 1942
- The Saint Steps In, 1942
- Il Santo in guardia, (The Saint on Guard, 1944), Garzanti, Milano 1965
- Il santo sulla pista, (The Saint Sees it Through, 1946) traduzione di Roselia Irti Rossi, Garzanti, Milano
- Chiamata per il Santo (Call for The Saint, 1948) Garzanti, Milano 1970
- Al club dell'Ammiraglio: le avventure del Santo, (Saint errant, 1948), Edizioni librarie italiane, Milano 1952
- Il Santo in Europa (The Saint In Europe, 1953) Garzanti, Milano 1969
- Il Santo nei Caraibi (The Saint on the Spanish Main, 1955) Garzanti, Milano 1968
- Il Santo intorno al mondo (The Saint Around The World, 1956) Garzanti, Milano 1969
- Grazie al Santo (Thanks to the Saint, 1957) Garzanti, Milano 1969
- Señor Saint, 1958
- The Saint to the Rescue, 1959
- Trust the Saint, 1962
- The Saint in the Sun, 1963
- Vendetta per il santo (Vendetta For The Saint, 1964) con Harry Harrison, Garzanti, Milano 1968
- The Saint in Pursuit, con Fleming Lee, 1970
- Il Santo e i mercanti d'uomini (The Saint and the People Importers, 1971) con Lee Fleming, Garzanti, Milano 1975

### Altri romanzi
- X Esquire, 1927
- The White Rider, 1928
- The Bandit, 1929
- Daredevil, 1929
- Lady on a Train, 1945

## Premi e riconoscimenti
- Cartier Diamond Dagger: 1992 alla carriera[7]